# Esteban Dorr
Esteban Dorr, né le 11 mars 2000 à Forbach, est un pongiste français. Lui et son partenaire Florian Bourrassaud ont décroché la médaille de bronze en double messieurs aux Championnat du monde de tennis de table 2025, marquant la première médaille française dans cette compétition depuis 1997.

## Biographie
Esteban Dorr commence la pratique du tennis de table à l'âge de 7 ans, au club local de Spicheren puis il intègre le club de Metz Tennis de Table. Médaille de bronze en 2013 aux championnats de France minimes en simples, il se classe troisième aux championnat de France junior 2017 en double puis vice-champion junior de France simple et double en 2018. Suivant un  DUT Techniques de Commercialisation à l'IUT de Metz, Esteban Dorr participe aux Universiade d'été de 2019.
En 2025, Dorr participe aux championnats du monde et remporte une médaille de bronze en double, associé à Florian Bourrassaud ; après avoir battu Ovidiu Ionescu et Álvaro Robles en quarts de finale, Dorr se blesse au genou alors qu'il célébrait sa victoire, ce qui l'a contraint à l'abandon pour la demi-finale.